# Maison Dumont
La maison Dumont est un immeuble de rapport située dans le boulevard Frans Dewandre à Charleroi (Belgique). Elle a été construite en 1935 par l'architecte Joseph André pour Arthur Dumont.
Le bâtiment peut être considéré comme un hybride entre le style moderniste et l'Art déco.

## Histoire
Le bâtiment a été conçu comme une maison unifamiliale. Au fil du temps, le rez-de-chaussée s'est déconstruit, laissant la place au commerce là où il y avait des garages et la porte d'accès pour les véhicules.

## Architecture
La maison unifamiliale conçue par Joseph André en 1935 est divisée sur trois niveaux et se caractérise par une façade aux formes géométriques pures. Au premier et au deuxième étage, la composition est très symétrique. Les angles vifs des bow-windows contrastent les courbes des balcons centraux. De plus, les interruptions créées par le gradecorps métallique des balcons en brique soulignent l'axe de symétrie. L'entrée est située sur le côté et reste inchangée, tandis que deux garages et l'accès des véhicules ont été remplacés pour des commerces,.